# Kenwood Corporation

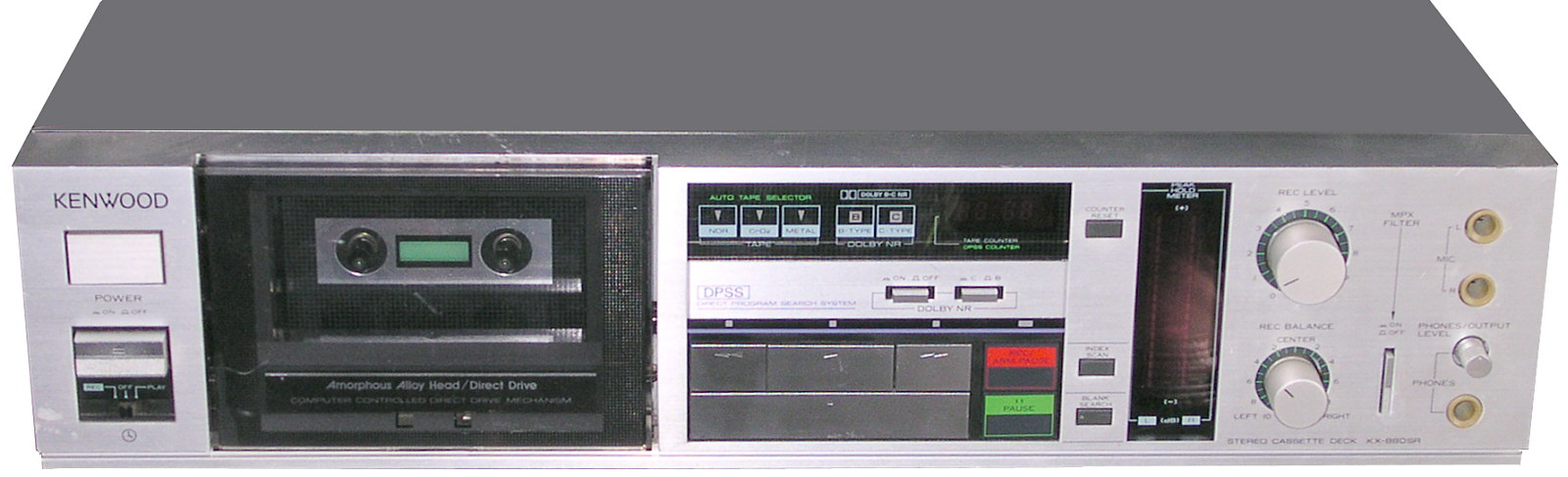
XX880SR

Kenwood Corporation (яп. 株式会社ケンウッド) — японський виробник відео- та аудіоелектроніки, рацій тощо.

## Історія
Компанія заснована в 1946 році під назвою Kasuga Radio Co. Ltd. в місті Komagane, Nagano, Японія. У 1960 році фірма була перейменована в «Trio Corporation». В 1963 році відбулося заснування Kenwood USA, що став першим закордонним офісом «Тріо» в Лос-Анджелесі (Каліфорнія, США).
На початку 1960-х років, LaFayette Radio Company продавав продукцію Trio, в основному фокусуючись на 23-канальних цивільних радіостанціях (CB радіостанція).
Тріо створила осцилографи, наприклад, 10-мегагерцовий CS-1562A. Kenwood представила перший японський FM-приймач і твердотільний підсилювач. Компанія виставила на ринок підсилювач з інтегрованим аудіо і відео сигналом у 1981 році.
У 2011 році JVC і Kenwood об'єднали свої торгові операції, щоб краще протистояти конкурентам, які набрали обертів, і компанія стала називатися JVC KENWOOD Corporation.